# Дани Айело
Дани Айело (на английски: Danny Aiello) е американски актьор, носител на награда „Еми“ и номиниран за „Златен глобус“ и „Оскар“.

## Биография
Дани Айело е роден на 20 юни 1933 година в Ню Йорк в работническо семейство от италиански произход. След като служи в армията работи на множество места, включително като шофьор и охранител в нощни клубове. Започва да се снима в киното в началото на 70-те години. Придобива известност с участието си във филми като „Имало едно време в Америка“ (1984, „Once Upon a Time in America“) и „Прави каквото трябва“ (1989, „Do the Right Thing“), за ролята си в който е номиниран за награда „Оскар“ за поддържаща роля.

## Избрана филмография
| Година | Филм                       | Оригинално заглавие         | Роля                     | Режисьор            |
| ------ | -------------------------- | --------------------------- | ------------------------ | ------------------- |
| 1974   | Кръстникът 2               | The Godfather Part II       | Тони Росато              | Франсис Форд Копола |
| 1984   | Имало едно време в Америка | Once Upon a Time in America | Шефът на полицията Айело | Серджо Леоне        |
| 1984   | Дани Роуз от Бродуей       | Broadway Danny Rose         | неупоменат               | Уди Алън            |
| 1985   | Пурпурната роза от Кайро   | The Purple Rose of Cairo    | Монк                     | Уди Алън            |
| 1987   | Радио дни                  | Radio Days                  | Роко                     | Уди Алън            |
| 1987   | Лунатици                   | Moonstruck                  | Джони Камарери           | Норман Джуисън      |
| 1992   | Руби                       | Ruby                        | Джак Руби                | Джон Макензи        |
| 1994   | Леон                       | Léon                        | Тони                     | Люк Бесон           |